# Sede titolare di Damiata dei Greco-Melchiti
Damiata dei Greco-Melchiti (in latino: Tamiathitana Graecorum Melkitarum) è una sede titolare arcivescovile della Chiesa cattolica.
L'attuale arcivescovo titolare è Joseph Jules Zerey, già vescovo ausiliare del patriarcato di Antiochia dei melchiti per il territorio di Gerusalemme.

## Cronotassi degli arcivescovi titolari
- Eugène-Louis-Marie Lion † (13 marzo 1874 - 8 agosto 1883 deceduto)
- Paul-Raphaël Abi Mourad † (2 luglio 1900 - 8 agosto 1935 deceduto)
- Antonio Farage † (7 marzo 1961 - 9 novembre 1963 deceduto)
- Nicolas Hajj, S.D.S. † (30 luglio 1965 - 3 novembre 1984 nominato arcieparca di Baniyas)
- Joseph Jules Zerey, dal 22 giugno 2001